# Пограничник (Жетысуская область)
Пограничник (каз. Пограничник) — село в Саркандском районе Жетысуской области Казахстана. Административный центр Амангельдинского сельского округа. Находится на реке Букпан примерно в 24 км к северу от районного центра, города Сарканд. Код КАТО — 196035100.

## Население
В 1999 году население села составляло 1171 человек (604 мужчины и 567 женщин). По данным переписи 2009 года, в селе проживали 743 человека (399 мужчин и 344 женщины).